# Мавлянов Гані Арифханович
Мавлянов Гані Арифханович (15 січня 1910 року, Ташкент, Російська імперія — 12 березня 1988 року, Ташкент, СРСР) — радянський і узбецький гідрогеолог, господарський, державний і політичний діяч (член КПРС). Академік Академії наук Узбецької РСР, професор, доктор геолого-мінералогічних наук.

## Біографія
Гані Арифханович народився 15 січня 1910 року в Ташкенті в родині селян.
1935 року закінчив Середньоазійський індустріальний інститут в рідному місті. Працював інженером-гідрогеологом у проєктному інституті «Средазгіпроводхлопок». Учасник німецько-радянської війни, нагороджений бойовими медалями. З 1946 року працював в Інституті геології АН УзРСР, з 1956 по 1960 роки був його директором. З 1960 по 1966 роки очолював новостворений Інститут гідрогеології АН УзРСР. З 1966 по 1985 рік очолював, новостворений за його ініціативою після Ташкентського землетрусу 26 квітня 1966 року, Інститут сейсмології АН УзРСР. Доцент, професор, завідувач кафедри, декан гірничого факультету Середньоазійського політехнічного інституту.
Помер Гані Арифханович 12 березня 1988 року в Ташкенті.

## Наукові праці
Гані Арифханович автор багатьох монографій з проблем гідрогеологічного дослідження території, численних наукових статей. Наукові інтереси становили інженерна геологія, дослідження лесових порід. Встановив ряд нових прогностичних ознак тектонічних землетрусів, аномальні зміни хімічного і газового складу природних підземних вод, що передують та супроводжують землетруси та тектонічні рухи гірських пластів. Займався розробкою фізико-геологічних основ сейсмостійкого будівництва в Узбекистані. Основними працями є:
- (рос.) Мавлянов Г. А. Гентические типы лессов и лессовидных пород центральной и южной части Средней Азии и их инженерно-геологические свойства. — 1958.
- (рос.) Мавлянов Г. А. и др. Подземные води и физико-химические свойства горных пород Приташкентского района. — 1963.
- (рос.) Мавлянов Г. А. Региональная инженерная геология Средней Азии. — 1973.

## Нагороди і відзнаки
Гані Мавлянов за свої здобутки в досліджуваній області та участь у війні був заслужено відмічений рядом нагород і орденів:
- орден Жовтневої Революції;
- орден Вітчизняної війни;
- орден Червоної Зірки;
- орден Трудового Червоного Прапора;
- орден «Знак Пошани».

## Пам'ять
Ім'я Гані Мавлянова носить Інститут сейсмології АН Узбекистану.
На честь видатного вченого названо мінерал мавляновіт (Mavlyanovite).